# Laboratoire de science spatiale Mullard

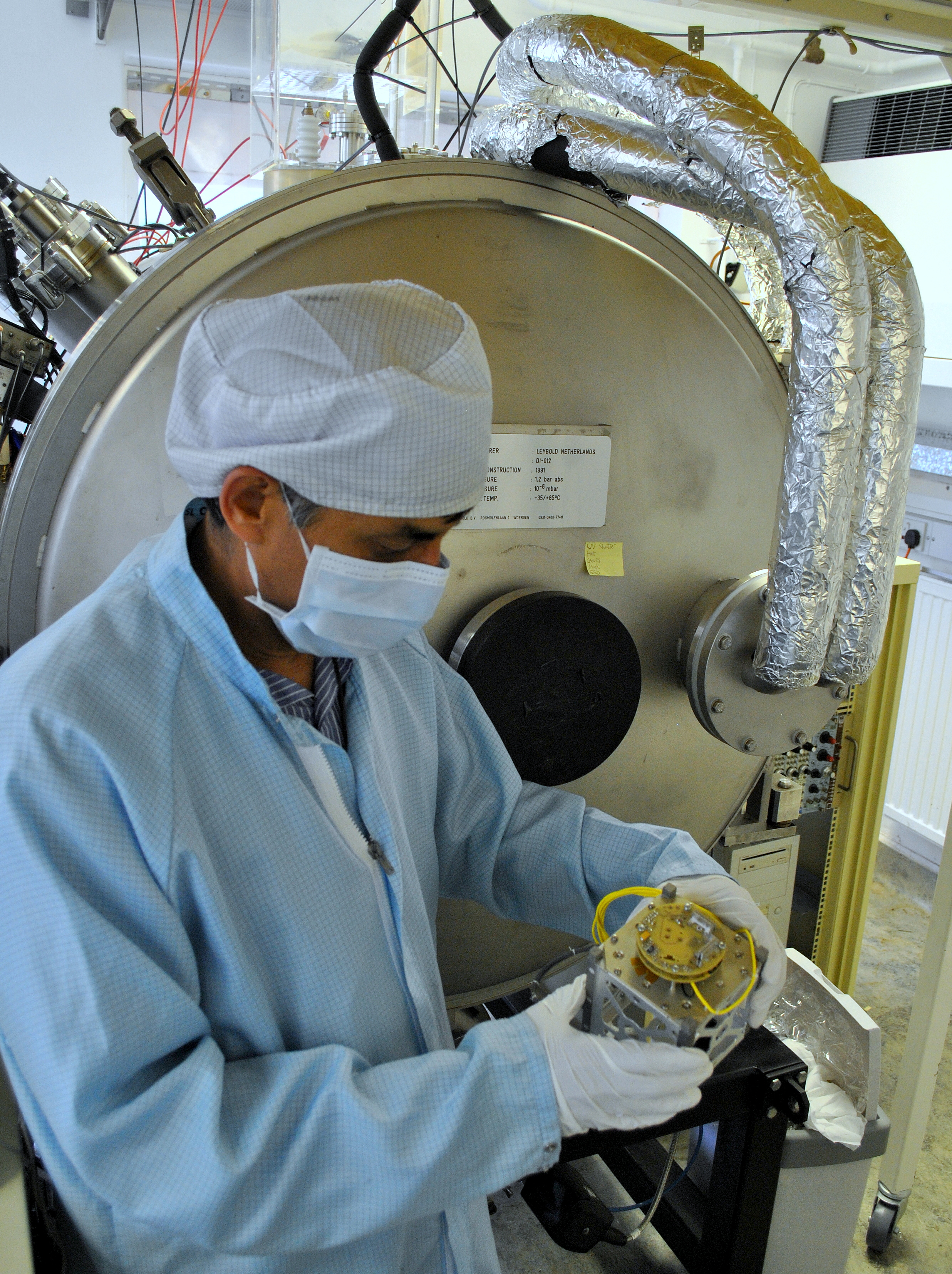
Montage d'un détecteur d'électrons sur un CubeSat au sein des installations du laboratoire.

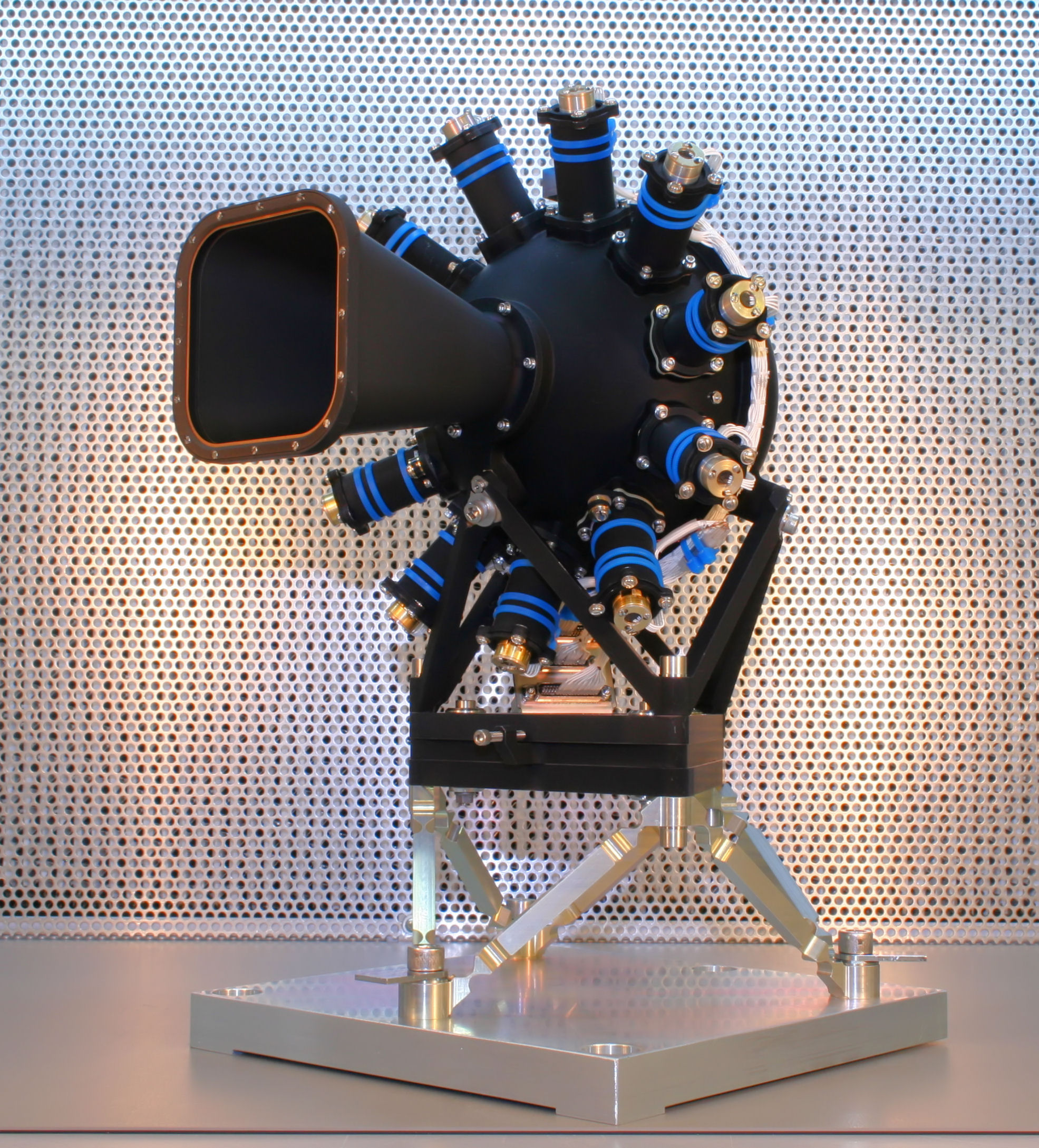
Le système d'étalonnage du spectromètre proche infrarouge NIRSpec du James Webb Space Telescope.

Le Laboratoire de science spatiale Mullard (en anglais : Mullard Space Science Laboratory) également connu sous son acronyme MSSL   est le principal institut de recherche anglais spécialisé dans le domaine spatial. Créé en 1966, MSSL a participé à 36 missions spatiales et à 200 vols suborbitaux en concevant et en développant des instruments scientifiques puis en exploitant leurs données.

## Organisation
MSSL fait partie de l'University College de Londres. Au sein de la faculté de mathématiques et de sciences physiques il forme depuis 1993 le département de physique spatiale et climatique de l'Université. Le laboratoire est installé à Dorking dans le Surrey.

## Activité
L'activité de l'institut de recherche porte sur les domaines suivants :
- astrophysique,
- planétologie,
- physique solaire,
- physique du plasma spatial,
- climats extrêmes.

L'institut de recherche travaille avec les principales agences spatiales dont l'Agence spatiale européenne. L'institut dispose d'une série d'équipements de test et de salles blanches pour mettre au point ses instruments.

## Projets passés et actuels
Parmi les projets auxquels MSSL a contribué figurent :
- le spectromètre à électrons ELS (Electron Spectrometer) de la mission Cassini Huygens,
- la caméra et le spectromètre de moyenne résolution SPIRE (Spectral and Photometric Imaging Receiver) du télescope Herschel,
- l'analyseur d'électrons PEACE mis en œuvre sur la constellation de satellites Cluster,
- le télescope ultraviolet/visible UVOT (UV/Optical Telescope) de l'observatoire spatial Swift,
- le système d'étalonnage du spectromètre proche infrarouge NIRSpec du James Webb Space Telescope.

Les principaux projets en cours en 2016 étaient : 
- l'instrument EAS (Electron Analyser System) du télescope spatial Solar Orbiter,
- la caméra ultraviolet Extreme Ultraviolet Imager (EUI) du télescope spatial Solar Orbiter,
- développement de la caméra PanCam du rover Rover ExoMars,
- participation à lexpérience de détection neutrinos SuperNEMO (expérience terrestre),
- développement de l'instrument VIS du télescope spatial  EUCLID,
- fourniture de composants du RVS (Radial Velocity Spectrometer)  du satellite Gaia.